# Клебо, Йоханнес Хёсфлот
Йоха́ннес Хёсфлот Кле́бо (норв. Johannes Høsflot Klæbo; род. 22 октября 1996, Осло) — норвежский лыжник, пятикратный олимпийский чемпион, 15-кратный чемпион мира (рекорд среди лыжников-мужчин), 5-кратный обладатель Кубка мира, 4-кратный победитель многодневки «Тур де Ски».
Рекордсмен среди мужчин по количеству побед на этапах Кубка мира за всю историю лыжного спорта (95, в том числе 31 победа на этапах многодневных гонок). Трёхкратный чемпион мира среди юниоров. Универсал, успешно выступает как в спринтерских, так и в дистанционных гонках, отдавая предпочтение спринту. Единственный лыжник, завоевавший все золотые медали (6 из 6) на одном чемпионате мира (Тронхейм 2025). В 2018—2025 годах выигрывал золото в личном и командном спринте на 2 Олимпийских играх и 4 чемпионатах мира подряд.

## Биография
В сезоне 2014/15 Клебо впервые принял участие в чемпионате мира среди юниоров в Алма-Ате, где завоевал две бронзовых медали в классическом спринте и в эстафете.
На следующий год на юниорском чемпионате мира в румынском городе Рышнов Клебо уже становится трёхкратным чемпионом (в спринте, на дистанции 10 км классикой и в эстафете). В этом же сезоне 3 февраля 2016 года он дебютировал на этапе Кубка мира в классическом спринте в норвежском Драммене.
В первом же старте Кубка мира сезона 2016/17 Клебо завоевывает первый подиум — третье место в классическом спринте. На этапе Кубка перед чемпионатом мира в эстонском Отепя Клебо одерживает победу в спринте свободным стилем, а уже через 5 дней Йоханнес завоёвывает бронзу чемпионата мира 2017 года в той же дисциплине. Также на чемпионате выступил в командном спринте классическим стилем (вместе с Эмилем Иверсеном), заняв в финале четвёртое место (последний этап бежал более опытный Иверсен). В гонке на 15 км классическим стилем с раздельным стартом Клебо занял 15-е место, проиграв чемпиону Ийво Нисканену более 1,5 минут.

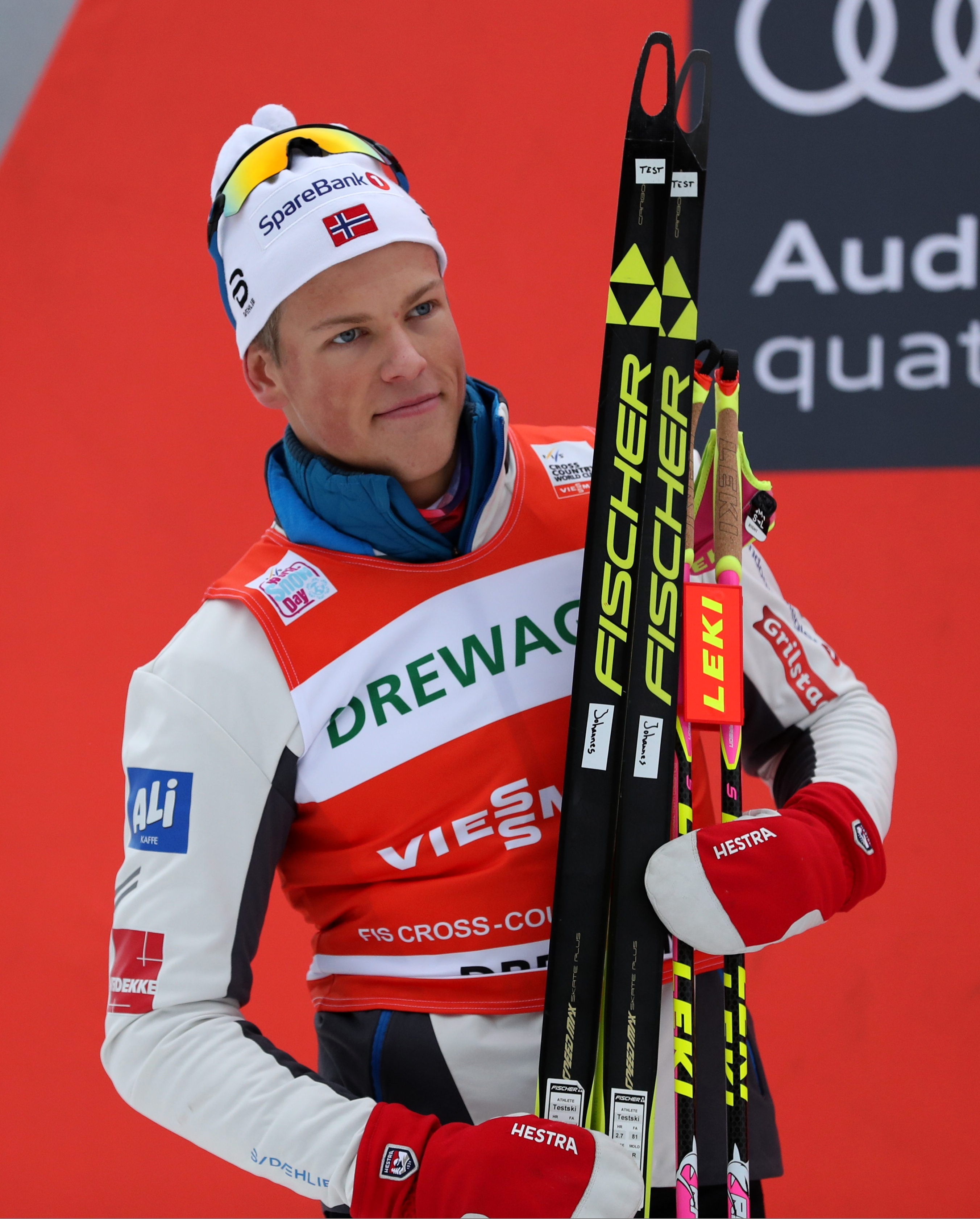
Клебо в январе 2018 года

На Олимпийских играх 2018 года в Пхёнчхане 21-летний Клебо выступил в 4 видах программы. 11 февраля в скиатлоне Йоханнес держался в группе лидеров после классической части гонки, но свободным стилем показал только 18-й чистый результат и в итоге стал 10-м, проиграв чемпиону 43,4 сек (три первых места заняли норвежцы). 13 февраля Йоханнес в финале личного спринта классическим стилем опередил чемпиона мира 2017 года Федерико Пеллегрино и россиянина Александра Большунова. Клебо стал самым молодым в истории олимпийским чемпионом в лыжных гонках, превзойдя достижение шведа Гунде Свана, установленное в 1984 году. 18 февраля Клебо на последнем этапе эстафеты 4×10 км ушёл в гонку одновременно с представителями сборной Олимпийских спортсменов из России (Денис Спицов) и Франции (Адриен Бакшейдер). Спицов и Клебо сумели оторваться от француза, а затем Клебо уехал и от Спицова, выиграв у Дениса на финише 9,4 сек. 21 февраля Клебо выиграл своё третье олимпийское золото в Пхёнчхане: в командном спринте свободным стилем (вместе с Мартином Йонсрудом Сундбю). Клебо бежал на последнем этапе и на финише опередил Александра Большунова и француза Ришара Жува.
По итогам сезона 2017/2018 Клебо выиграл 14 этапов Кубка мира и впервые в карьере выиграл общий зачёт Кубка мира, даже несмотря на пропуск Тур де Ски 2017/2018. Клебо набрал 1409 очков в Кубке мира и на 119 баллов опередил Дарио Колонью. В зачёте спринтерских гонок Клебо одержал победу второй год подряд, на этот раз он опередил Федерико Пеллегрино на 243 очка после 10 стартов.

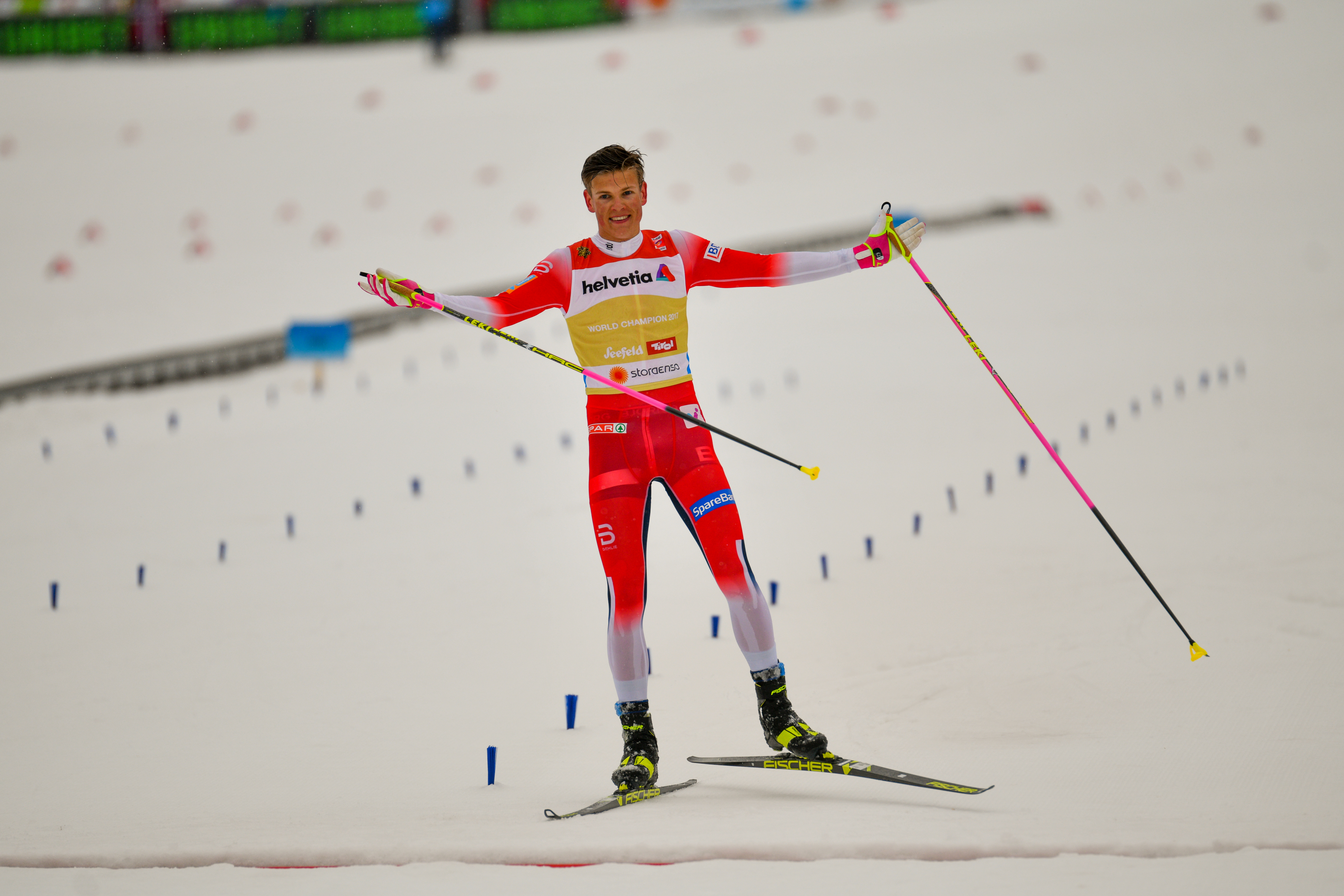
Клебо на финише эстафеты на чемпионате мира 2019 года в Зефельде

На чемпионате мира 2019 года в Зефельде завоевал три золота в тех же дисциплинах, что и на Олимпийских играх. В личном спринте свободным стилем, как и годом ранее на Олимпиаде, в финале опередил Федерико Пеллегрино. В командном спринте классическим стилем, как и на чемпионате мира 2017 года, выступал вместе с Эмилем Иверсеном, но на этот раз последний этап бежал Клебо и на финише был быстрее Александра Большунова и Федерико Пеллегрино. В эстафете Йоханнес уходил на последний этап вместе с россиянином Сергеем Устюговым, но не оставил сопернику шансов, выиграв у того на финише на 38,8 сек. Ставшие третьими французы проиграли норвежцам более минуты.
На чемпионате мира 2021 года в Оберстдорфе был дисквалифицирован FIS за столкновение с Александром Большуновым и лишён победы в марафоне (гонке с общего старта на 50 км), после того как Россия направила протест. Жюри сочли инцидент на трассе умышленным, при этом мнения экспертов разделились — часть согласна с жюри, часть же утверждает, что это была случайность. После дисквалификации Клебо, первым должен был стать Эмиль Иверсен, Большунов — вторым, однако на момент дисквалификации Йоханнеса результаты еще не были точно известны. Позже Норвегия направила протест в адрес апелляционной комиссии FIS, выступая против дисквалификации Йоханнеса Клебо и настаивая на том, что инцидент все же был случайным и не носил умышленного характера со стороны норвежского спортсмена. Однако апелляция была отозвана по просьбе самого Клебо — он заявил, что хочет «сосредоточиться на соревнованиях, а не на судебных разбирательствах».12 марта 2021 года FIS окончательно утвердила результаты марафона: чемпионом мира окончательно стал Эмиль Иверсен, Александр Большунов получил серебро, а Симен Хегстад Крюгер — бронзовую медаль чемпионата.
В командном спринте свободным стилем выиграл золото вместе с Эриком Валнесом, обогнав на последнем этапе финна Йони Мяки и Глеба Ретивых. В скиатлоне был близок к своей первой личной медали в дистанционных гонках на чемпионатах мира, но занял четвёртое место.
На Олимпийских играх 2022 года выиграл золото в личном спринте свободным стилем и командном спринте классическим стилем (вместе с Эриком Валнесом). Также завоевал бронзу в гонке на 15 км с раздельным стартом (первая в карьере Клебо личная медаль в дистанционных гонках на Олимпийских играх и чемпионатах мира) и серебро в эстафете.
На чемпионате мира 2023 года в Планице выиграл спринт классическим стилем и командный спринт свободным стилем (вместе с Полом Голбергом). Таким образом, Клебо не проигрывает ни один из видов спринта на протяжении 6 лет (2018—2023) на чемпионатах мира и Олимпийских играх, одержав 10 побед подряд. Также в Планице выиграл золото в эстафете и два серебра в скиатлоне и масс-старте на 50 км.
На 9-м этапе Кубка мира 2023/24 в норвежском Хольменколлене впервые в своей карьере стал победителем марафона 50 км классическим стилем. Таким образом, Йоханнес одержал 80-ю победу в карьере на этапах Кубка мира.
На домашнем чемпионате мира 2025 по лыжным видам спорта в Тронхейме выиграл все гонки в программе. Он взял золото в спринте, скиатлоне, разделке, командном спринте, эстафете и завершил выступление победой в марафоне на 50 км свободным стилем, вписав свое имя в историю лыжного спорта.
Рекорды:
1. Самый молодой олимпийский чемпион в истории лыжных гонок (среди мужчин)[21];
2. Самый молодой в истории лыжных гонок обладатель Большого хрустального глобуса;
3. Самый молодой обладатель Малого хрустального глобуса в зачёте спринтерских дисциплин в истории лыжных гонок;
4. Рекордсмен по количеству побед в спринтерских дисциплинах в рамках одного сезона (8);
5. Самый титулованный (наряду с Мартеном Фуркадом) победитель Олимпийских игр 2018 года (3 золотые медали);
6. Единственный лыжник в истории, которому удалось выиграть БХГ, не принимая участия в «Тур де Ски»;
7. Первый лыжник в истории, выигравший два спринта в рамках одного «Тур де Ски»;
8. Самый молодой победитель «Тур де Ски»;
9. Первый и единственный лыжник в истории, выигравший четыре Малых хрустальных глобуса в спринтерских дисциплинах подряд;
10. Рекордсмен по количеству побед в спринте.
11. Первый и единственный лыжник в истории, четырежды выигравший спринт на чемпионатах мира.
12. Первый и единственный лыжник в истории, выигравший 6 золотых медалей на одном чемпионате мира.

## Личная жизнь
В конце 2017 года познакомился с Перниллой Досвик, с которой одновременно заканчивал колледж и имел общих знакомых. Девушка не сразу ответила взаимностью на интерес спортсмена, а затем паре пришлось скрываться, чтобы оградить личную жизнь от внимания журналистов.
В июне 2025 года после исторического спортивного сезона на своей странице в Instagram лыжник объявил о помолвке с Перниллой, выложив совместное фото, на котором девушка демонстрирует помолвочное кольцо, и написав «2025-й становится все лучше и лучше».

## Результаты

### Олимпийские игры
7 медалей (5 золотых, 1 серебряная, 1 бронзовая)
| Олимпийские игры | Спринт | Командный спринт | 15 км раздельный старт | 15+15 км скиатлон | 50 км масс-старт | Эстафета |
| ---------------- | ------ | ---------------- | ---------------------- | ----------------- | ---------------- | -------- |
| 2018 Пхёнчхан    | 1      | 1                | —                      | 10                | —                | 1        |
| 2022 Пекин       | 1      | 1                | 3                      | 40                | DNF              | 2        |

### Чемпионаты мира по лыжным видам спорта
18 медалей (15 золотых, 2 серебряные, 1 бронзовая)
| Чемпионат мира  | Спринт | Командный спринт | Раздельный старт | Cкиатлон | 50 км масс-старт | Эстафета |
| --------------- | ------ | ---------------- | ---------------- | -------- | ---------------- | -------- |
| 2017 Лахти      | 3      | 4                | 15               | —        | —                | —        |
| 2019 Зефельд    | 1      | 1                | —                | 30       | —                | 1        |
| 2021 Оберстдорф | 1      | 1                | —                | 4        | DSQ              | 1        |
| 2023 Планица    | 1      | 1                | 4                | 2        | 2                | 1        |
| 2025 Тронхейм   | 1      | 1                | 1                | 1        | 1                | 1        |

### Кубок мира
| 2020/2021 Итоги | 2020/2021 Итоги | Рука   | Рука         | Рука        | Тур  | Лиллехаммер | Лиллехаммер | Лиллехаммер | Давос  | Давос        | Дрезден | Дрезден | Валь-Мюстаир | Валь-Мюстаир | Валь-Мюстаир | Тоблах       | Тоблах      | Валь-ди-Фьемме | Валь-ди-Фьемме | Валь-ди-Фьемме | Тур де Ски | Лахти    | Лахти | Фалун        | Фалун       | Фалун  | Ульрисехамн | Ульрисехамн | Нове-Место | Нове-Место   | Осло   | Осло         | Лиллехаммер | Лиллехаммер | Лиллехаммер | Финал Кубка мира |
| Очков           | Место           | Спр КС | 15 км Инд КС | 15 км Пр СС | Итог | Спр КС      | 30 км Ск    | Эст         | Спр СС | 15 км Инд СС | Спр СС  | КСпр СС | Спр СС       | 15 км МС СС  | 15 км Пр КС  | 15 км Инд СС | 15 км Пр КС | 15 км МС КС    | Спр КС         | 10 км МС СС    | Итог       | 30 км Ск | Эст   | 15 км Инд СС | 15 км МС КС | Спр КС | Спр СС      | КСпр СС     | Спр КС     | 15 км Инд СС | Спр КС | 50 км Инд СС | Спр СС      | 15 км Ск    | 15 км Пр КС | Итог             |
| 518             | 9               | 2      | 1            | 32          | 1    | перенос     | перенос     | перенос     | —      | —            | —       | —       | —            | —            | —            | —            | —           | —              | —              | —              | —          | —        | —     | 7            | 2           | 1      | —           | —           | —          | —            |        |              |             |             |             |                  |

| 2019/2020 Итоги | 2019/2020 Итоги | Рука   | Рука         | Рука        | Тур  | Лил      | Лил | Давос  | Давос        | Планица | Планица | Лен         | Лен    | Тоблах       | Тоблах      | Валь-ди-Фьемме | Валь-ди-Фьемме | Валь-ди-Фьемме | Тур де Ски | Дрезден | Дрезден | Нове-Место   | Нове-Место  | Обер     | Обер   | Фалун  | Фалун       | Эстерсунд    | Эстерсунд   | Оре    | Мерокер     | Тронхейм | Тронхейм    | Ski Tour | Лахти        | Лахти | Драм   | Осло        | Квебек | Квебек  | Мин    | Sprint Tour | Канмор      | Канмор      | Канмор |
| Очков           | Место           | Спр КС | 15 км Инд КС | 15 км Пр СС | Итог | 30 км Ск | Эст | Спр СС | 15 км Инд СС | Спр СС  | КСпр СС | 15 км МС СС | Спр СС | 15 км Инд СС | 15 км Пр КС | 15 км МС КС    | Спр КС         | 10 км МС СС    | Итог       | Спр СС  | КСпр СС | 15 км Инд СС | 15 км Пр КС | 30 км Ск | Спр КС | Спр КС | 15 км МС СС | 15 км Инд СС | 15 км Пр КС | Спр СС | 34 км МС СС | Спр КС   | 30 км Пр КС | Итог     | 15 км Инд КС | Эст   | Спр СС | 50 км МС КС | Спр КС | КСпр СС | Спр СС | Итог        | 15 км МС СС | 15 км Пр КС | СмЭст  |
| 1726            | 2               | 1      | 2            | 9           | 1    | 4        | —   | 1      | —            | —       | —       | 2           | 1      | 17           | 10          | 1              | 1              | 21             | 3          | —       | —       | 7            | 2           | DNF      | 1      | —      | —           | 31           | 25          | 1      | 2           | 1        | 5           | 6        | 8            | 1     | 1      | 15          | отмена | отмена  | отмена | отмена      | отмена      | отмена      | отмена |

| 2018/2019 Итоги | 2018/2019 Итоги | Рука   | Рука         | Лиллехаммер | Лиллехаммер  | Лиллехаммер | Тур  | Бейтостолен  | Бейтостолен | Давос  | Давос        | Тоблах | Тоблах       | Валь-Мюстаир | Обер        | Обер        | Валь-ди-Фьемме | Валь-ди-Фьемме | Тур де Ски | Дрезден | Дрезден | Отепя  | Отепя        | Ульрисехамн  | Ульрисехамн | Лахти  | Лахти   | Конь   | Конь         | Осло        | Драммен | Фалун  | Фалун        | Квебек | Квебек      | Квебек      | Финал Кубка мира |
| Очков           | Место           | Спр КС | 15 км Инд КС | Спр CС      | 15 км Инд СС | 15 км Пр КС | Итог | 30 км Инд СС | Эст         | Спр СС | 15 км Инд СС | Спр СС | 15 км Инд СС | Спр СС       | 15 км МС КС | 15 км Пр СС | 15 км МС КС    | 9 км Пр СС     | Итог       | Спр СС  | КСпр СС | Спр КС | 15 км Инд КС | 15 км Инд СС | Эст         | Спр СС | КСпр КС | Спр СС | 15 км Инд КС | 50 км МС КС | Спр КС  | Спр СС | 15 км Инд СС | Спр СС | 15 км МС КС | 15 км Пр СС | Итог             |
| 1717            | 1               | 2      | 9            | 11          | 23           | 28          | 14   | —            | —           | 1      | —            | 1      | 12           | 1            | 9           | 1           | 1              | 27             | 1          | —       | —       | 1      | —            | —            | —           | 1      | 1       | —      | —            | 38          | 1       | 1      | 19           | 1      | 1           | 12          | 1                |

| 2017/2018 Итоги | 2017/2018 Итоги | Рука   | Рука         | Рука        | Тур  | Лиллехаммер | Лиллехаммер | Давос  | Давос        | Тоблах       | Тоблах      | Ленцерхайде | Ленцерхайде  | Ленцерхайде | Оберстдорф | Оберстдорф  | Валь-ди-Фьемме | Валь-ди-Фьемме | Тур де Ски | Дрезден | Дрезден | Планица | Планица      | Зефельд | Зефельд     | Лахти  | Лахти        | Драммен | Осло        | Фалун  | Фалун       | Фалун       | Финал Кубка мира |
| Очков           | Место           | Спр КС | 15 км Инд КС | 15 км Пр СС | Итог | Спр КС      | 30 км Ск    | Спр СС | 15 км Инд СС | 15 км Инд СС | 15 км Пр КС | Спр СС      | 15 км Инд КС | 15 км Пр СС | Спр КС     | 15 км МС СС | 15 км МС КС    | 9 км Пр СС     | Итог       | Спр СС  | КСпр СС | Спр КС  | 15 км Инд КС | Спр СС  | 15 км МС КС | Спр СС | 15 км Инд КС | Спр КС  | 50 км МС СС | Спр СС | 15 км МС КС | 15 км Пр СС | Итог             |
| 1409            | 1               | 1      | 1            | 51          | 1    | 1           | 1           | 1      | —            | 10           | 1           | —           | —            | —           | —          | —           | —              | —              | —          | 2       | 5       | 1       | 2            | 1       | —           | 3      | 7            | 1       | 40          | 1      | 22          | 47          | 25               |

| 2016/2017 Итоги | 2016/2017 Итоги | Рука   | Рука         | Лиллехаммер | Лиллехаммер  | Лиллехаммер | Тур  | Давос        | Давос  | Ла-Клюза    | Ла-Клюза | Валь-Мюстаир | Валь-Мюстаир | Оберстдорф | Оберстдорф  | Тоблах       | Валь-ди-Фьемме | Валь-ди-Фьемме | Тур де Ски | Тоблах | Тоблах  | Ульрисехамн  | Ульрисехамн | Фалун  | Фалун       | Пхёнчхан | Пхёнчхан | Пхёнчхан | Отепя  | Отепя        | Драммен | Осло        | Квебек | Квебек      | Квебек      | Финал Кубка мира |
| Очков           | Место           | Спр КС | 15 км Инд КС | Спр КС      | 10 км Инд СС | 15 км Пр КС | Итог | 30 км Инд СС | Спр СС | 15 км МС СС | Эст      | Спр СС       | 10 км МС КС  | 20 км Ск   | 15 км Пр СС | 10 км Инд СС | 15 км МС КС    | 9 км Пр СС     | Итог       | Спр СС | КСпр СС | 15 км Инд СС | Эст         | Спр СС | 30 км МС КС | Спр КС   | 30 Ск    | КСпр СС  | Спр СС | 15 км Инд КС | Спр КС  | 50 км МС КС | Спр СС | 15 км МС КС | 15 км Пр СС | Итог             |
| 884             | 4               | 3      | —            | 11          | 13           | 4           | 2    | —            | —      | —           | —        | —            | —            | —          | —           | —            | —              | —              | —          | 3      | 5       | —            | —           | 5      | —           | —        | —        | —        | 1      | —            | 2       | —           | 8      | 1           | 16          | 1                |